# Malus tschonoskii
Espèce
Classification phylogénétique
Malus tschonoskii, aussi appelé pommier pyramidal est une espèce de plantes à fleurs de la famille des Rosaceae. C'est un pommier sauvage colonnaire originaire du Japon.
L' épithète spécifique tschonoskii fait référence au botaniste japonais du XIXe siècle Sugawa Tschonoski.

## Description
Malus tschonoskii est un arbre à feuilles caduques à forte croissance. Il peut atteindre 9 m de haut et 3 m de large en 20 ans, avec une hauteur ultime de 12 m, jusqu'à 17 m au maximum. Il a un port colonnaire distinctif à l'état naturel, s'élargissant quelque peu avec l'âge. 
Ses feuilles, plus grandes et épaisses que celles d'autres pommiers, mesurent jusqu'à 12 × 8 cm. Elles sont d'un vert clair lumineux en été à nuance de vert d'eau, couvertes d'un feutrage cotonneux blanchâtre (tomenteuses), surtout sur leur face inférieure. Elles rappellent fortement les feuilles du cognassier, mais elles sont dentées, et dans une moindre mesure celles de l'alisier blanc, avec moins de nervures. 
Ce pommier est particulièrement connu pour sa coloration d'automne, lorsque les feuilles mi-vertes se tournent vers des nuances brillantes de jaune, orange et pourpre écarlate.
Les fleurs blanches uniques, teintées de rose, apparaissent en mai et sont suivies par des pommettes arrondies de 2 à 3 cm de diamètre de couleur jaune-vert rouge.
La floraison (odorante) et la production de fruits sont beaucoup moins importantes que celles d'autres pommiers ornementaux.

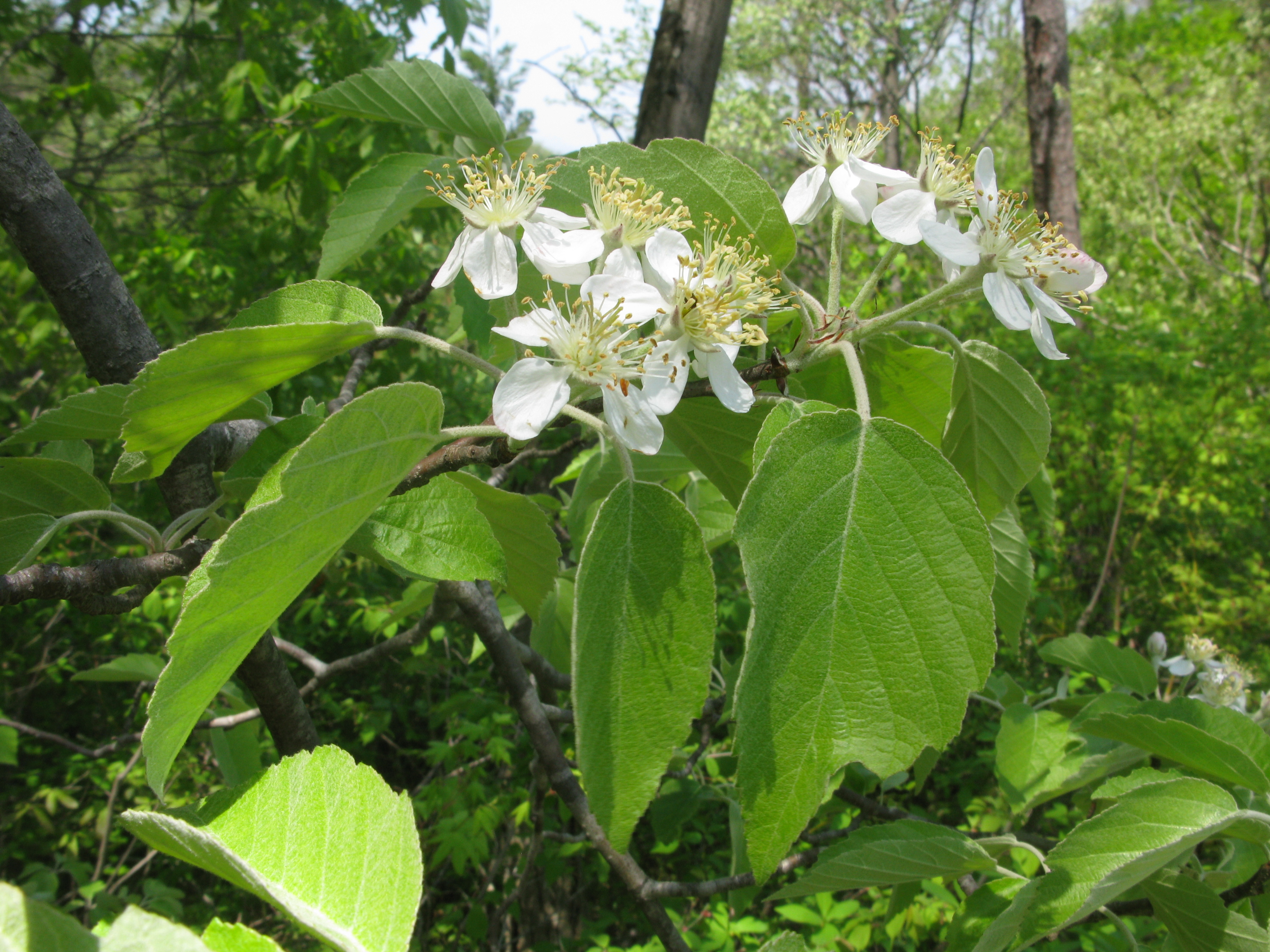
Feuilles et fleurs.

## Utilisation
Il est utilisé comme arbre ornemental, et fréquemment planté en alignement.
Pour une croissance optimale, cet arbre a besoin d'un sol riche en nutriments qui ne soit pas trop sec. Il s'enracine peu profondément à l'aide d'un système radiculaire se caractérisant par sa vivacité. Il est sensible à diverses maladies.